# Vasilije Novicić
Vasilije Novicić (in serbo Василије Новичић?; Kosovska Mitrovica, 7 maggio 2008) è un calciatore serbo, centrocampista dell'IMT Belgrado.

## Caratteristiche tecniche
Di ruolo mediano, è dotato di buona tecnica e visione di gioco.

## Carriera

### Club
Cresciuto nel settore giovanile dell'IMT Belgrado, ha debuttato in prima squadra il 6 ottobre 2024 nell'incontro di prima divisione serba perso 3-1 contro la Stella Rossa; ha segnato il suo primo gol in competizioni professionistiche il 24 maggio 2025 nell'ultima giornata del gruppo retrocessione vinta 2-1 contro il Napredak Kruševac, terminando così la sua prima stagione in prima squadra con un bilancio di 23 presenze ed una rete in campionato (più ulteriori 2 presenze in Coppa di Serbia). Viene riconfermato in rosa anche per la stagione 2025-2026, sempre nella prima divisione serba.

### Nazionale
Ha giocato con la nazionale serba Under-17.

## Statistiche

### Presenze e reti nei club
Statistiche aggiornate al 14 agosto 2025.
| Stagione            | Squadra             | Campionato          | Campionato | Campionato | Coppe nazionali | Coppe nazionali | Coppe nazionali | Coppe continentali | Coppe continentali | Coppe continentali | Altre coppe | Altre coppe | Altre coppe | Totale | Totale | Totale |
| Stagione            | Squadra             | Comp                | Pres       | Reti       | Comp            | Pres            | Reti            | Comp               | Pres               | Reti               | Comp        | Pres        | Reti        | Pres   | Reti   |        |
| ------------------- | ------------------- | ------------------- | ---------- | ---------- | --------------- | --------------- | --------------- | ------------------ | ------------------ | ------------------ | ----------- | ----------- | ----------- | ------ | ------ | ------ |
| 2024-2025           | IMT Belgrado        | SL                  | 23         | 1          | CS              | 2               | 0               | -                  | -                  | -                  | -           | -           | -           | 25     | 1      |        |
| 2025-2026           | IMT Belgrado        | SL                  | 4          | 2          | CS              | 0               | 0               | -                  | -                  | -                  | -           | -           | -           | 4      | 2      |        |
| Totale IMT Belgrado | Totale IMT Belgrado | Totale IMT Belgrado | 27         | 3          |                 | 2               | 0               |                    | -                  | -                  |             | -           | -           | 29     | 3      |        |
| Totale carriera     | Totale carriera     | Totale carriera     | 27         | 3          |                 | 2               | 0               |                    | -                  | -                  |             | -           | -           | 29     | 3      |        |